# جيمس دوغلاس
جيمس دوغلاس (بالإنجليزية: James Douglas)‏ هو ممثل أمريكي، ولد في 16 ديسمبر 1933 بلوس أنجلوس في الولايات المتحدة، وتوفي في 5 مارس 2016.

## أعمال

### أفلام
- (1957) امرأة التصميمات

### مسلسلات
- عالم آخر

## وصلات خارجية
- جيمس دوغلاس على موقع IMDb (الإنجليزية)
- جيمس دوغلاس على موقع قاعدة بيانات الفيلم (الإنجليزية)